# Термы Зевксиппа
Термы Зевксиппа — комплекс публичных бань на акрополе Константинополя.
Термы были построены при Септимии Севере на агоре в центре города вплотную с ипподромом. Император хотел, чтобы бани называли его именем, но горожане звали их Зевксиппом (др.-греч. Ζεύξιππος; буквально — запрягающий лошадей). По разным версиям, название произошло от находившихся рядом статуй Зевса на коне или фракийского бога Солнца Зевксиппа, или же от мегарского царя Зевксиппа, чьим именем названа агора. Термы Зевксиппа были очень популярны среди народа и стали важной частью общественной жизни. Они были богато украшены мозаиками и статуями из разных регионов империи. В экфрасисе Христодора Коптского упоминаются 80 статуй богов, мифических персонажей и знаменитых людей, абсолютное большинство которых принадлежало греческой культуре. Центральный двор комплекса представлял собой гимнасий, также имелись торговые лавки.
Термы, как и многие другие здания, были разрушены во время восстания «Ника», после которого Юстиниану пришлось перестраивать акрополь. Отстроенные термы Зевксиппа потеряли значительную часть своих богатств. Теперь две стороны бань вплотную граничили с комплексом Большого дворца, или же, как пишет Иоанн Зонара, были соединены с ним. Термы продолжали использоваться по прямому назначению до VIII века, в 713 году здесь был ослеплён император Филиппик. Затем здание использовалось как тюрьма Нумера и государственный цех по производству дефицитного в Европе шёлка. В середине XVI века здания терм уже не существовало, на его месте Сулейман I построил хаммам, названный в честь Роксоланы (Хасеки Хюррем Султан Хамами). В 1927—1928 годах на месте терм были произведены раскопки, нашедшие несколько статуй и скелетов. Сейчас на этом месте разбит парк площади Султанахмет, реконструированный Хасеки Хамами действует и в наши дни.